# Wedge Tombs am Lough Gur

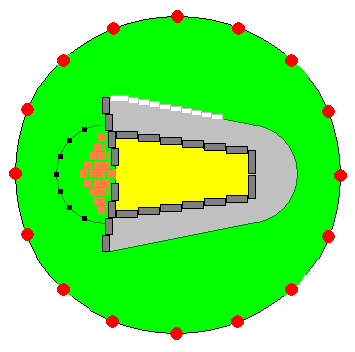
Prinzipskizze: Grundriss eines Wedge Tombs

Die Wedge Tombs am Lough Gur liegen östlich von Holycross und nördlich von Bruff im County Limerick in Irland. Wedge Tombs (deutsch „Keilgräber“), früher auch „wedge-shaped gallery grave“ genannt, sind doppelwandige, ganglose, mehrheitlich ungegliederte Megalithbauten der späten Jungsteinzeit und der frühen Bronzezeit.

## Das größere Wedge Tomb
Das auf den OS-Karten als Giant’s Grave (deutsch „Riesengrab“) markierte größere Wedge Tomb liegt in der Nähe des Südostufers des Lough Gur (irisch Loch Goir) an einem sanften Hang (52° 30′ 45,5″ N, 8° 31′ 23,4″ W). Das Nordost-Südwest orientierte Wedge Tomb besteht aus je vier seitlichen Tragsteinen und drei aufliegenden Decksteinen und ist neben Labbacallee eines der größten in Irland. Der vierte Deckstein ist verlagert und blockiert den Zugang zur Kammer. Die doppelte Außenwand auf beiden Seiten ist auf der Südostseite besser erhalten. Die Rückwand der Kammer hat einen kleinen Endstein. Zwei aufrechte Orthostaten stehen zu beiden Seiten des Einganges als Teil der Fassade. Die Hauptkammer und die kleine Antechamber (Vorkammer) sind zusammen etwa 8,0 m lang und waren bis ins 19. Jahrhundert von einem kleinen Steinhügel in der typischen Keilform bedeckt, dessen Umriss noch sichtbar ist.
Das Wedge Tomb wurde 1938 ausgegraben. Die Archäologen fanden die Knochen von mindestens acht Erwachsenen und vier Kindern zusammen mit Leichenbrand und Tonscherben des Bechertyps und einigen Feuersteinabschlägen. Die Anlage wird in die frühe Bronzezeit, etwa 2500 v. Chr. datiert.

## Das kleinere Wedge Tomb
Das auf den OS-Karten als Leaba na Muice (deutsch „Bett des Schweins“) markierte kleinere, stark beschädigte Wedge Tomb liegt im Townland Ballynagallagh in der Nähe des Südufers des Lough Gur an einem leichten Hang, etwa 750 m westlich des größeren, in einem Gebiet, das als „The Red Bog“ (dt. rotes Moor) bekannt ist (52° 30′ 30,5″ N, 8° 31′ 55,3″ W). Das Nordost-Südwest orientierte Tomb besteht nur noch aus einem aufrechten Seitenstein im Nordwesten, dem Endstein im Südwesten und einem aufliegenden Deckstein.
Es ist nicht klar, ob es sich um ein Wedge Tomb handelt; es wird vom irischen National Monument Service lediglich als Megalithic Structure beschrieben.